# Minoga (submarino)
O Minoga (Минога - Lamprey) foi um submarino construído para a Marinha Imperial Russa. Foi construído na Baltic Zavod em São Petesburgo e projetado por I.G. Bubnov. Foi um submarino de casco único com a capacidade de submergir a 30 m de profundidade. Apesar de avançado em relação às embarcações anteriores, o projeto de eixo único não o tornava muito manobrável o os motores a diesel não eram confiáveis. Serviu na Frota do Báltico durante a Primeira Guerra Mundial, sendo transferido em 1918 para a flotilha do Mar Cáspio. Foi descomissionado e desmantelado em 1922.